# Кузьмин, Николай Иванович (МАЗ)
Николай Иванович Кузьмин (18 декабря 1927 — ?) — заместитель главного конструктора МАЗа (1962—1989), лауреат Государственной премии СССР (1970).
Родился 18 декабря 1927 года в дер. Загорье Бежицкого уезда Тверской губернии в семье рабочего. Член КПСС с 1951 года.
Окончил Ярославский автомеханический техникум (1948). Работал конструктором на Павловском автобусном заводе.
С 1956 г. на МАЗе: ведущий конструктор ОГК, начальник бюро, с 1962 г. — заместитель главного конструктора завода, с 1976 г. — заместитель главного конструктора объединения.
С 1989 г. на пенсии.
Лауреат Государственной премии СССР 1970 г. (в составе коллектива) — за создание конструкции унифицированного семейства высокопроизводительных большегрузных транспортных автомобилей, автопоездов и автосамосвалов МАЗ-500 и организацию их производства на МАЗе.
Соавтор справочника:
- Автомобили МАЗ-500 и его модификации. М. С. Высоцкий, Л. Х. Гилелес, С. Г. Херсонский, В. Н. Барун, Н. И. Кузьмин, М. А. Дубовцов. Издательство Машиностроение Москва 1968 Тираж 30 000 экз.